# أشرفية صحنايا
أشرفية صحنايا مدينة سورية تتبع إدارياً محافظة ريف دمشق ومنطقة داريا، وتقع إلى الجنوب من مدينة دمشق على مسافة حوالي 10 كيلومترات منها، وتمتدٌّ على مساحة خمسمائة هكتار تقريباً. أشرفية صحنايا هي واحدة من المدن القليلة في الغوطة التي تضم أغلبية من الموحدون الدروز، إلى جانب جرمانا وصحنايا ودير علي.
لدى أشرفية صحنايا تاريخ طويل وقديم، يَعود إلى القرن الثاني عشر الميلادي، حيث بناها الملك «الأشرف موسى بن سلطان أبي بكر بن الملك الصالح يوسف بن أيوب» على أنقاض بلدة آرامية قديمة، وسُمِّيت الأشرفية نسبة إليه.

## السكان
يبلغ عدد سكان أشرفية صحنايا نحو 20,000 نسمة بما في ذلك القاطنين منهم، ويزداد عدد السكان باطراد بسبب التوسع العمراني الكبير وقرب البلدة من مدينة دمشق، فضلاً عن مرور أوتوستراد درعا - دمشق الدولي ضمن أراضيها، الذي توضعت العديد من الشركات العامة والخاصة على أطرافه.

## الزراعة
اشتهرت البلدة بزراعة الأشجار المثمرة كالزيتون والعنب واللوزيات، والمحاصيل الموسمية كالحبوب والخضار، وتُوجد حوالي 13,000 شجرة حراجية في البلدة ومحيطها، وحوالي 1,000 شجرة زيتون مثمرة في مركز البلدة القديمة.

## المرافق العامة
في البلدة مركز للبريد والبرق والهاتف، ومركز الشهيد «رأفت هناوي» الصحي، وثانوية وإعدادية عامة ومدارس ابتدائية ورياض أطفال ومدارس خاصة متنوعة، وبناءً لدار البلدية تأسس عام 1978، وأيضا تُوجد فيها حدائق عامة مثل: «حديقة الباسل»، و«حديقة الروضة»، و«حديقة الشهداء»، و«حديقة الناعورة»، و«حديقة المستوصف»، كما أن هناك مركزاً ثقافياً مجاوراً لمبنى البلدية، جُهِّزَ بمكتبة للمطالعة، ويُعتبر المركز من المراكز النشيطة على مستوى القطر.